# Милвексан
Милвексан (Milvexian) - это ингибитор фактора XIa, который действует как антикоагулянт. Принимается внутрь. По состоянию на конец 2021 года он активно исследуется на предмет предотвращения образования тромбов у пациентов, перенесших операцию. Сгустки крови являются первопричиной сердечного приступа, инсульта, тромбоза глубоких вен и тромбоэмболии легочной артерии. 
Фактор XI является важным фактором роста тромба, но играет вспомогательную роль в гемостазе, поэтому у людей с врожденным дефицитом фактора XI более низкий риск венозной тромбоэмболии и ишемического инсульта, чем у людей с нормальным уровнем фактора XI, и тем не менее у них редко бывают спонтанные кровотечения.
Сравнение милвексана с эноксапарином показали что при суточной дозе 100 мг или более милвексан приводит к лучшей защите от сгустков крови. не увеличивая при этом кровотечения по сравнению с использованным в качестве контрольного препарата эноксапарином.  При суточных дозах от 25 до 400 мг Милвексана не наблюдалось увеличения кровотечений.